# Liste de films tournés aux studios de Boulogne
Voici une liste de films tournés aux célèbres studios français Studios de Boulogne à Boulogne-Billancourt.
Les studios de Boulogne ont été créés en 1941 et servent actuellement (depuis le 21e siècle) à des fins de télévision.

La liste qui suit (31 films au 24 mars 2024) ne demande qu'à être complétée.

## Années 1950-1960

### 1950
- 1950 : Ballerina de Ludwig Berger
- 1950 : Dieu a besoin des hommes de Jean Delannoy
- 1950 : Lady Paname réalisé par Henri Jeanson
- 1950 : Le Château de verre de René Clément
- 1950 : Ma pomme réalisé par Marc-Gilbert Sauvajon
- 1950 : Quai de Grenelle réalisé par Emil-Edwin Reinert
- 1950 : Souvenirs perdus de Christian-Jaque
- 1950 : Tête Blonde réalisé par Maurice Cam

### 1951
- 1951 : L'Auberge rouge de Claude Autant-Lara
- 1951 : Avalanche de Raymond Segard
- 1951 : Le Cap de l'espérance de Raymond Bernard
- 1951 : Deux sous de violettes de Jean Anouilh
- 1951 : Édouard et Caroline de Jacques Becker
- 1951 : Identité judiciaire réalisé par Hervé Bromberger
- 1951 : Ils étaient cinq réalisé par Jack Pinoteau
- 1951 : Juliette ou la Clef des songes de Marcel Carné
- 1951 : Knock réalisé par Guy Lefranc
- 1951 : Le Plus Joli Péché du monde réalisé par Gilles Grangier
- 1951 : La Taverne de La Nouvelle-Orléans réalisé par William Marshall
- 1951 : Olivia de Jacqueline Audry
- 1951 : Sous le ciel de Paris réalisé par Julien Duvivier
- 1951 : Un grand patron réalisé par Yves Ciampi
- 1951 : Une histoire d'amour réalisé par Guy Lefranc

### 1952
- 1952 : Adorables Créatures de Christian-Jaque
- 1952 : Au cœur de la Casbah de Pierre Cardinal
- 1952 : L'Amour, Madame de Gilles Grangier
- 1952 : Casque d'Or de Jacques Becker
- 1952 : Elle et moi réalisé par Guy Lefranc
- 1952 : Les Belles de nuit de René Clair
- 1952 : La Fête à Henriette réalisé par Julien Duvivier
- 1952 : Le Plaisir réalisé par Max Ophüls
- 1952 : Monsieur Leguignon, lampiste réalisé par Maurice Labro
- 1952 : Nous sommes tous des assassins réalisé par André Cayatte
- 1952 : Plaisirs de Paris réalisé par Ralph Baum

### 1953
- 1953 : La loterie du bonheur de Jean Gehret.
- 1953 : L'Amour d'une femme de Jean Grémillon
- 1953 : Les Amoureux de Marianne de Jean Stelli
- 1953 : La Dame aux camélias de Raymond Bernard
- 1953 : La neige était sale de Luis Saslavsky
- 1953 : Les Vacances de monsieur Hulot réalisé par Jacques Tati
- 1953 : La Vierge du Rhin réalisé par Gilles Grangier
- 1953 : Jeunes Mariés de Gilles Grangier
- 1953 : Julietta réalisé par Marc Allégret
- 1953 : Leur dernière nuit de Georges Lacombe
- 1953 : Madame de... réalisé par Max Ophüls
- 1953 : Minuit... quai de Bercy réalisé par Christian Stengel
- 1953 : Les Orgueilleux réalisé par Yves Allégret
- 1953 : Un caprice de Caroline chérie réalisé par Jean Devaivre
- 1953 : Virgile réalisé par Carlo Rim

### 1954
- 1954 : Ali Baba et les Quarante Voleurs de Jacques Becker
- 1954 : L'Affaire Maurizius de Julien Duvivier
- 1954 : Bonnes à tuer d'Henri Decoin
- 1954 : Escalier de service réalisé par Carlo Rim
- 1954 : Faites-moi confiance réalisé par Gilles Grangier
- 1954 : Le Blé en herbe de Claude Autant-Lara
- 1954 : Le Comte de Monte-Cristo de Robert Vernay
- 1954 : C'est… la vie parisienne d'Alfred Rode
- 1954 : Le Grand Jeu réalisé par Robert Siodmak
- 1954 : Le Mouton à cinq pattes réalisé par Henri Verneuil
- 1954 : Obsession de Jean Delannoy
- 1954 : Poisson d'Avril réalisé par Gilles Grangier
- 1954 : Touchez pas au grisbi de Jacques Becker

### 1955
- 1955 : L'Affaire des poisons de Henri Decoin
- 1955 : Chantage de Guy Lefranc
- 1955 : Chiens perdus sans collier de Jean Delannoy
- 1955 : Du rififi chez les hommes de Jules Dassin
- 1955 : Les Chiffonniers d'Emmaüs de Robert Darène
- 1955 : Les deux font la paire d'André Berthomieu
- 1955 : Les Évadés réalisé par Jean-Paul Le Chanois
- 1955 : Les Fruits de l'été réalisé par Raymond Bernard
- 1955 : Le Fil à la patte réalisé par Guy Lefranc
- 1955 : Les Grandes Manœuvres réalisé par René Clair
- 1955 : Les Hussards réalisé par Alex Joffé
- 1955 : Les Mauvaises Rencontres réalisé par Alexandre Astruc
- 1955 : La Môme Pigalle réalisé par Alfred Rode
- 1955 : Le Printemps, l'Automne et l'Amour réalisé par Gilles Grangier
- 1955 : Nana réalisé par Christian-Jaque
- 1955 : Port du désir réalisé par Edmond T. Gréville
- 1955 : Quatre Jours à Paris réalisé par André Berthomieu

### 1956
- 1956 : Des gens sans importance d'Henri Verneuil
- 1956 : Elena et les Hommes de Jean Renoir
- 1956 : Le Chanteur de Mexico de Richard Pottier
- 1956 : Les Duraton d'André Berthomieu
- 1956 : Goubbiah, mon amour réalisé par Robert Darène
- 1956 : La Joyeuse Prison réalisé par André Berthomieu
- 1956 : Le Long des trottoirs de Léonide Moguy
- 1956 : La mariée est trop belle réalisé par Pierre Gaspard-Huit
- 1956 : Les Truands réalisé par Carlo Rim
- 1956 : Marie-Antoinette reine de France de Jean Delannoy
- 1956 : Notre-Dame de Paris de Jean Delannoy
- 1956 : Paris, Palace Hôtel réalisé par Henri Verneuil
- 1956 : Rencontre à Paris réalisé par Georges Lampin
- 1956 : Voici le temps des assassins réalisé par Julien Duvivier

### 1957
- 1957 : À pied, à cheval et en voiture de Maurice Delbez
- 1957 : Alerte aux Canaries d'André Roy
- 1957 : Ariane de Billy Wilder
- 1957 : L'amour descend du ciel de Maurice Cam
- 1957 : Charmants Garçons d'Henri Decoin
- 1957 : Donnez-moi ma chance (autre titre : Piège à filles) de Léonide Moguy
- 1957 : L’Irrésistible Catherine réalisé par André Pergament
- 1957 : La Polka des menottes réalisé par Raoul André
- 1957 : Méfiez-vous fillettes réalisé par Yves Allégret
- 1957 : Porte des Lilas réalisé par René Clair
- 1957 : Pot-Bouille de Julien Duvivier
- 1957 : Quand la femme s'en mêle réalisé par Yves Allégret
- 1957 : Sait-on jamais... réalisé par Roger Vadim
- 1957 : Sénéchal le magnifique réalisé par Jean Boyer
- 1957 : Vacances explosives réalisé par Christian Stengel

### 1958
- 1958 : Ascenseur pour l'échafaud de Louis Malle
- 1958 : C'est la faute d'Adam de Jacqueline Audry
- 1958 : Cette nuit-là de Maurice Cazeneuve
- 1958 : Christine de Pierre Gaspard-Huit
- 1958 : Échec au porteur de Gilles Grangier
- 1958 : Le Désert de Pigalle de Léo Joannon
- 1958 : Le Désordre et la Nuit de Gilles Grangier
- 1958 : Les femmes sont marrantes réalisé par André Hunebelle
- 1958 : Le Joueur réalisé par Claude Autant-Lara
- 1958 : Le Miroir à deux faces réalisé par André Cayatte
- 1958 : Les Racines du ciel réalisé par John Huston
- 1958 : La Vie à deux réalisé par Clément Duhour
- 1958 : Les Violents réalisé par Henri Calef
- 1958 : À Paris tous les deux réalisé par Gerd Oswald
- 1958 : Premier mai réalisé par Luis Saslavsky
- 1958 : Thérèse Étienne réalisé par Denys de La Patellière
- 1958 : Un drôle de dimanche réalisé par Marc Allégret

### 1959
- 1959 : 125, rue Montmartre de Gilles Grangier
- 1959 : Des femmes disparaissent d'Édouard Molinaro
- 1959 : Du rififi chez les femmes d'Alex Joffé
- 1959 : L'Ambitieuse d'Yves Allégret
- 1959 : Les Amants de demain de Marcel Blistène
- 1959 : La Bête à l'affût de Pierre Chenal
- 1959 : Le Chemin des écoliers  de Michel Boisrond
- 1959 : Les Cousins de Claude Chabrol
- 1959 : La Femme et le Pantin réalisé par Julien Duvivier
- 1959 : Le Grand Chef réalisé par Henri Verneuil
- 1959 : Katia réalisé par Robert Siodmak
- 1959 : La Loi réalisé par Jules Dassin
- 1959 : La Sentence réalisé par Jean Valère
- 1959 : Le Petit Prof réalisé par Carlo Rim
- 1959 : La Tête contre les murs réalisé par Georges Franju
- 1959 : Marie-Octobre réalisé par Julien Duvivier
- 1959 : Pourquoi viens-tu si tard ? réalisé par Henri Decoin
- 1959 : Sans tambour ni trompette réalisé par Helmut Käutner
- 1959 : Vous n'avez rien à déclarer ? réalisé par Clément Duhour

### 1960
- 1960 : Boulevard de Julien Duvivier
- 1960 : Le Bal des espions de Michel Clément et Umberto Scarpelli
- 1960 : Le Bois des amants de Claude Autant-Lara
- 1960 : Le Caïd de Bernard Borderie
- 1960 : La Chatte sort ses griffes d'Henri Decoin
- 1960 : Chérie recommençons de Stanley Donen
- 1960 : Drame dans un miroir de Richard Fleischer
- 1960 Le Dialogue des carmélites de Philippe Agostini et Raymond Léopold Bruckberger
- 1960 : Le Gigolo de Jacques Deray
- 1960 : Les Jeux de l'amour réalisé par Philippe de Broca
- 1960 : Le Saint mène la danse réalisé par Jacques Nahum
- 1960 : Les Scélérats réalisé par Robert Hossein
- 1960 : Le Secret du chevalier d'Éon de Jacqueline Audry
- 1960 : Les Tortillards réalisé par Jean Bastia
- 1960 : Les Yeux sans visage réalisé par Georges Franju
- 1960 : Quai du Point-du-Jour réalisé par Jean Faurez
- 1960 : Recours en grâce réalisé par László Benedek
- 1960 : Terrain vague réalisé par Marcel Carn

### 1961
- 1961 : Aimez-vous Brahms… d'Anatole Litvak
- 1961 : Fanny réalisé par Joshua Logan
- 1961 : L'Affaire Nina B. de Robert Siodmak
- 1961 : Les Amours célèbres de Michel Boisrond
- 1961 : La Belle Américaine de Robert Dhéry
- 1961 : Les Collants noirs de Terence Young
- 1961 : Les croulants se portent bien de Jean Boyer
- 1961 : Les Livreurs réalisé par Jean Girault
- 1961 : Le Puits aux trois vérités réalisé par François Villiers
- 1961 : Le Sahara brûle réalisé par Michel Gast
- 1961 : Le Triomphe de Michel Strogoff réalisé par Victor Tourjanski
- 1961 : Paris Blues réalisé par Martin Ritt
- 1961 : Tendre et Violente Élisabeth réalisé par Henri Decoin
- 1961 : Tout l'or du monde réalisé par René Clair

### 1962
- 1962 : Comment réussir en amour de Michel Boisrond
- 1962 : Cybèle ou les Dimanches de Ville-d'Avray de Serge Bourguignon
- 1962 : Du mouron pour les petits oiseaux de Marcel Carné
- 1962 : Le Diable et les Dix Commandements de Julien Duvivier
- 1962 : L'Éducation sentimentale d'Alexandre Astruc
- 1962 : Les Démons de minuit de Marc Allégret et Charles Gérard
- 1962 : Le Jour le plus long réalisé par Ken Annakin, Andrew Marton, Bernhard Wicki, Gerd Oswald et Darryl F. Zanuck
- 1962 : Les Parisiennes réalisé par Marc Allégret, Claude Barma, Michel Boisrond et Jacques Poitrenaud
- 1962 : Les Sept Péchés capitaux réalisé par Sylvain Dhomme et Max Douy, Édouard Molinaro, Jean-Luc Godard, Jacques Demy, Roger Vadim, Philippe de Broca et Claude Chabrol
- 1962 : Le Procès réalisé par Orson Welles
- 1962 : Thérèse Desqueyroux de Georges Franju
- 1962 : Une blonde comme ça réalisé par Jean Jabely

### 1963
- 1963 : À cause, à cause d’une femme de Michel Deville
- 1963 : L'assassin connaît la musique... de Pierre Chenal
- 1963 : Les Bonnes Causes de Christian-Jaque
- 1963 : Le Bon Roi Dagobert  de Pierre Chevalier
- 1963 : Les Bricoleurs de Jean Girault
- 1963 : La Cuisine au beurre de Gilles Grangier
- 1963 : Les Tontons flingueurs réalisé par Georges Lautner
- 1963 : Charade de Stanley Donen
- 1963 : Landru réalisé par Claude Chabrol
- 1963 : Maigret voit rouge réalisé par Gilles Grangier
- 1963 : Symphonie pour un massacre réalisé par Jacques Deray
- 1963 : Un drôle de paroissien réalisé par Jean-Pierre Mocky

### 1964
- 1964 : Allez France ! de Robert Dhéry
- 1964 : Angélique, marquise des anges de Bernard Borderie
- 1964 : Banco à Bangkok pour OSS 117 d'André Hunebelle
- 1964 : Cent Mille Dollars au soleil d'Henri Verneuil
- 1964 : Cherchez l’idole de Michel Boisrond
- 1964 : Comment épouser un Premier ministre de Michel Boisrond
- 1964 : Comment trouvez-vous ma sœur ? de Michel Boisrond
- 1964 : Deux Têtes folles de Richard Quine
- 1964 : Faites sauter la banque de Jean Girault
- 1964 : Les Gorilles de Jean Girault
- 1964 : Fantomas d'Andé Hunebelle
- 1964 : Les Gros Bras réalisé par Francis Rigaud
- 1964 : Les Pas perdus de Jacques Robin
- 1964 : Le Train de John Frankenheimer, Arthur Penn et Bernard Farrel
- 1964 : Lucky Jo réalisé par Michel Deville
- 1964 : Jaloux comme un tigre réalisé par Darry Cowl
- 1964 : Jean-Marc ou la Vie conjugale et Françoise ou la Vie conjugale réalisés par André Cayatte
- 1964 : Monsieur réalisé par Jean-Paul Le Chanois
- 1964 : Requiem pour un caïd réalisé par Maurice Cloche
- 1964 : Topkapı réalisé par Jules Dassin
- 1964 : Un monsieur de compagnie réalisé par Philippe de Broca

### 1965
- 1965 : Cent Briques et des tuiles de Pierre Grimblat
- 1965 : Le Gendarme à New York réalisé par Jean Girault
- 1965 : Lady L. réalisé par Peter Ustinov
- 1965 : La Métamorphose des cloportes réalisé par Pierre Granier-Deferre
- 1965 : La Tête du client réalisé par Jacques Poitrenaud
- 1965 : Le Tonnerre de Dieu réalisé par Denys de La Patellière
- 1965 : Trois Chambres à Manhattan réalisé par Marcel Carné
- 1965 : Un grand seigneur ou Les Bons Vivants de Gilles Grangier et Georges Lautner
- 1965 : Yoyo réalisé par Pierre Étaix

### 1966
- 1966 : Comment voler un million de dollars de William Wyler
- 1966 : Deux Heures à tuer d'Ivan Govar
- 1966 : La Bourse et la Vie de Jean-Pierre Mocky
- 1966 : La Curée de Roger Vadim
- 1966 : La Grande Vadrouille réalisé par Gérard Oury
- 1966 : Paris au mois d'août de Pierre Granier-Deferre
- 1966 : Sale temps pour les mouches de Guy Lefranc
- 1966 : Soleil noir de Denys de La Patellière

### 1967
- 1967 : Le Fou du labo 4 réalisé par Jacques Besnard
- 1967 : Les Grandes Vacances de Jean Girault
- 1967 : L'Homme qui valait des milliards réalisé par Michel Boisrond
- 1967 : Le Plus Vieux Métier du monde réalisé par Claude Autant-Lara, Philippe de Broca, Jean-Luc Godard, Mauro Bolognini
- 1967 : Les Risques du métier réalisé par André Cayatte
- 1967 : Le Soleil des voyous réalisé par Jean Delannoy
- 1967 : Oscar réalisé par Édouard Molinaro
- 1967 : Peau d'espion d'Édouard Molinaro
- 1967 : Sept fois femme réalisé par Vittorio De Sica

### 1968
- 1968 : La Chamade d'Alain Cavalier
- 1968 : Les Cracks d'Alex Joffé
- 1968 : Ho ! réalisé par Robert Enrico
- 1968 : L’Homme à la Buick de Gilles Grangier
- 1968 : Le Petit Baigneur réalisé par Robert Dhéry
- 1968 : La Petite Vertu réalisé par Serge Korber
- 1968 : La Prisonnière réalisé par Henri-Georges Clouzot
- 1968 : La Puce à l'oreille réalisé par Jacques Charon
- 1968 : Le Sergent de John Flynn
- 1968 : Le Tatoué de Denys de La Patellière
- 1968 : Mayerling de Terence Young
- 1968 : Mazel Tov ou le Mariage de Claude Berri

### 1969
- 1969 : L'Arbre de Noël de Terence Young
- 1969 : L'Armée des ombres de Jean-Pierre Melville
- 1969 : Hibernatus réalisé par Édouard Molinaro
- 1969 : La Main réalisé par Henri Glaeser
- 1969 : Une veuve en or réalisé par Michel Audiard

## Années 1970

### 1970
- 1970 : Doucement les basses de Jacques Deray
- 1970 : Cran d’arrêt d'Yves Boisset
- 1970 : Darling Lili de Blake Edwards
- 1970 : Dernier Domicile connu de José Giovanni
- 1970 : Domicile conjugal de François Truffaut
- 1970 : Elle boit pas, elle fume pas, elle drague pas, mais… elle cause ! réalisé par Michel Audiard
- 1970 : La Dame dans l’auto avec des lunettes et un fusil de Anatole Litvak
- 1970 : La Peau de Torpédo réalisé par Jean Delannoy
- 1970 : La Promesse de l'aube réalisé par Jules Dassin
- 1970 : La Route de Salina réalisé par Georges Lautner
- 1970 : Le Cercle rouge de Jean-Pierre Melville
- 1970 : Les Choses de la vie de Claude Sautet
- 1970 : Le Distrait de Pierre Richard
- 1970 : Hello-Goodbye réalisé par Jean Negulesco

### 1971
- 1971 : Les Assassins de l'ordre de Marcel Carné
- 1971 : Le Chat de Pierre Granier-Deferre
- 1971 : Le drapeau noir flotte sur la marmite de Michel Audiard
- 1971 : La Grande Maffia réalisé par Philippe Clair
- 1971 : Max et les Ferrailleurs réalisé par Claude Sautet
- 1971 : Mourir d'aimer réalisé par André Cayatte
- 1971 : Sur un arbre perché de Serge Korber
- 1971 : Un peu de soleil dans l'eau froide réalisé par Jacques Deray

### 1972
- 1972 : César et Rosalie de Claude Sautet
- 1972 : Le Charme discret de la bourgeoisie de Luis Buñuel
- 1972 : La Course du lièvre à travers les champs de René Clément,
- 1972 : Les Malheurs d'Alfred réalisé par Pierre Richard
- 1972 : La Mandarine d'Édouard Molinaro
- 1972 : Le Moine réalisé par Ado Kyrou
- 1972 : Le Tueur réalisé par Denys de La Patellière
- 1972 : Le Viager réalisé par Pierre Tchernia
- 1972 : La Vieille Fille réalisé par Jean-Pierre Blanc
- 1972 : Tout le monde il est beau, tout le monde il est gentil réalisé par Jean Yanne
- 1972 : Un flic de Jean-Pierre Melville

### 1973
- 1973 : Chacal de Fred Zinnemann
- 1973 : Deux Hommes dans la ville de José Giovanni
- 1973 : Don Juan ou si don Juan était une femme ou Don Juan 73 de Roger Vadim

- 1973 : Les Aventures de Rabbi Jacob de Gérard Oury
- 1973 : Le Fils réalisé par Pierre Granier-Deferre
- 1973 : Le Train de Pierre Granier-Deferre
- 1973 : L'Héritier réalisé par Philippe Labro
- 1973 : Il n'y a pas de fumée sans feu réalisé par André Cayatte
- 1973 : Salut l'artiste réalisé par Yves Robert

### 1974
- 1974 : La Race des seigneurs de Pierre Granier-Deferre
- 1974 : Borsalino and Co. de Jacques Deray
- 1974 : Les Chinois à Paris de Jean Yanne
- 1974 : France société anonyme d'Alain Corneau
- 1974 : Les Gaspards réalisé par Pierre Tchernia
- 1974 : La Gifle réalisé par Claude Pinoteau
- 1974 : La moutarde me monte au nez réalisé par Claude Zidi
- 1974 : Le Trio infernal réalisé par Francis Girod
- 1974 : Verdict réalisé par André Cayatte

### 1975
- 1975 : Ce cher Victor de Robin Davis
- 1975 : Chobizenesse de Jean Yanne
- 1975 : Flic Story de Jacques Deray
- 1975 : French Connection 2 réalisé par John Frankenheimer
- 1975 : La Cage de Pierre Granier-Deferre
- 1975 : Le Gitan de José Giovanni
- 1975 : Le Sauvage réalisé par Jean-Paul Rappeneau
- 1975 : Il faut vivre dangereusement réalisé par Claude Makovski
- 1975 : India Song réalisé par Marguerite Duras
- 1975 : Peur sur la ville réalisé par Henri Verneuil

### 1976
- 1976 : L'Alpagueur de Philippe Labro
- 1976 : Folies bourgeoises réalisé par Claude Chabrol
- 1976 : Le Corps de mon ennemi d'Henri Verneuil
- 1976 : Lumière de Jeanne Moreau
- 1976 : Monsieur Klein de Joseph Losey

### 1977
- 1977 : Bobby Deerfield de Sydney Pollack
- 1977 : La Dentellière de Claude Goretta
- 1977 : Le Gang de Jacques Deray
- 1977 : Good-bye, Emmanuelle réalisé par François Leterrier
- 1977 : L'Homme pressé réalisé par Édouard Molinaro
- 1977 : Le Point de mire réalisé par Jean-Claude Tramont
- 1977 : Julia réalisé par Fred Zinnemann
- 1977 : La Vie devant soi réalisé par Moshé Mizrahi

### 1978
- 1978 : Fedora de Billy Wilder
- 1978 : La Carapate de Gérard Oury
- 1978 : Je suis timide mais je me soigne réalisé par Pierre Richard
- 1978 : Le Pion réalisé par Christian Gion
- 1978 : Le Sucre réalisé par Jacques Rouffio
- 1978 : La Zizanie réalisé par Claude Zidi

### 1979
- 1979 : Courage fuyons d'Yves Robert
- 1979 : La Gueule de l'autre réalisé par Pierre Tchernia
- 1979 : Je vous ferai aimer la vie de Serge Korber
- 1979 : Moonraker de Lewis Gilbert
- 1979 : Le Toubib de Pierre Granier-Deferre

## Années 1980

### 1980
- 1980 : La Boum de Claude Pinoteau
- 1980 : Le Complot diabolique du docteur Fu Manchu réalisé par Piers Haggard
- 1980 : Trois Hommes à abattre de Jacques Deray
- 1980 : Le Complot diabolique du docteur Fu Manchu de Piers Haggard, Peter Sellers et Richard Quine

### 1981
- 1981 : Beau-père de Bertrand Blier
- 1981 : Chanel solitaire de George Kaczender
- 1981 : Le Professionnel réalisé par Georges Lautner
- 1981 : Pour la peau d'un flic d'Alain Delon
- 1981 : Viens chez moi, j'habite chez une copine réalisé par Patrice Leconte

### 1982
- 1982 : La Boum 2 de Claude Pinoteau
- 1982 : Le Bourgeois gentilhomme de Roger Coggio
- 1982 : Le Choc de Robin Davis
- 1982 : Pour cent briques, t'as plus rien... d'Édouard Molinaro
- 1982 : Le Gendarme et les Gendarmettes de Jean Girault et Tony Aboyantz
- 1982 : Le Quart d'heure américain réalisé par Philippe Galland
- 1982 : L'Indiscrétion réalisé par Pierre Lary
- 1982 : Pour cent briques, t'as plus rien… réalisé par Édouard Molinaro
- 1982 : Une chambre en ville réalisé par Jacques Demy

### 1983
- 1983 : Le Battant d'Alain Delon
- 1983 : La Femme de mon pote réalisé par Bertrand Blier
- 1983 : Le Jeune Marié réalisé par Bernard Stora
- 1983 : Signes extérieurs de richesse de Jacques Monnet
- 1983 : Vive la sociale ! réalisé par Gérard Mordillat

### 1984
- 1984 : Marche à l'ombre réalisé par Michel Blan
- 1984 : Les Morfalous réalisé par Henri Verneuil
- 1984 : Les parents ne sont pas simples cette année réalisé par Marcel Jullian
- 1984 : La Tête dans le sac réalisé par Gérard Lauzier
- 1984 : Notre histoire de Bertrand Blier
- 1984 : P’tit Con réalisé par Gérard Lauzier
- 1984 : Pinot simple flic de Gérard Jugnot
- 1984 : Réveillon chez Bob réalisé par Denys Granier-Deferre
- 1984 : Un amour de Swann réalisé par Volker Schlöndorff

### 1985
- 1985 : L'Intruse réalisé par Bruno Gantillon
- 1985 : Les Spécialistes réalisé par Patrice Leconte
- 1985 : Le téléphone sonne toujours deux fois réalisé par Jean-Pierre Vergne
- 1985 : Nom de code : Émeraude de Jonathan Sanger
- 1985 : Profs réalisé par Patrick Schulmann
- 1985 : Scout toujours… réalisé par Gérard Jugnot
- 1985 : Target réalisé par Arthur Penn

### 1986
- 1986 : Les Frères Pétard d'Hervé Palud
- 1986 : Mélo d'Alain Resnais
- 1986 : Nuit d'ivresse réalisé par Bernard Nauer

### 1987
- 1987 : Le Solitaire réalisé par Jacques Deray

### 1988
- 1988 : Bonjour l'angoisse de Pierre Tchernia
- 1988 : Frantic de Roman Polanski
- 1988 : Camille Claudel de Bruno Nuytten
- 1988 : L’Étudiante réalisé par Claude Pinoteau
- 1988 : L'Insoutenable Légèreté de l'être réalisé par Philip Kaufman

### 1989
- 1989 : Monsieur Hire réalisé par Patrice Leconte

## Années 1990

### 1990
- 1990 : Dancing Machine de Gilles Béhat
- 1990 : Tatie Danielle réalisé par Étienne Chatiliez

### 1991
- 1991 : J'embrasse pas réalisé par André Téchiné
- 1991 : La Neige et le Feu de Claude Pinoteau
- 1991 : Ma vie est un enfer réalisé par Josiane Balasko
- 1991 : On peut toujours rêver réalisé par Pierre Richard

### 1992
- 1992 : La Gamine réalisé par Hervé Palud
- 1992 : Indochine réalisé par Régis Wargnier

### 1993
- 1993 : La Cavale des fous de Marco Pico
- 1993 : Fanfan d’Alexandre Jardin
- 1993 : Justinien Trouvé ou le Bâtard de Dieu de Christian Fechner
- 1993 : Le Tronc réalisé par Bernard Faroux et Karl Zéro
- 1993 : Tango réalisé par Patrice Leconte

### 1994
- 1994 : La Jeune Fille et la Mort réalisé par Roman Polanski
- 1994 : Le Parfum d'Yvonne réalisé par Patrice Leconte

### 1995
- 1995 : French Kiss réalisé par Lawrence Kasdan

### 1996
- 1996 : Passage à l'acte réalisé par Francis Girod
- 1996 : Pédale douce réalisé par Gabriel Aghion
- 1996 : Ridicule de Patrice Leconte

### 1997
- 1997 : Les Palmes de monsieur Schutz réalisé par Claude Pinoteau
- 1997 : Portraits chinois réalisé par Martine Dugowson

### 1998
- 1998 : Le Dîner de cons de Francis Veber
- 1998 : Ronin réalisé par John Frankenheimer